# Unick du Francport
Unick du Francport (né le 19 avril 2008) est un cheval hongre Selle français de robe baie, monté en saut d'obstacles par le cavalier britannique John Whitaker.

## Histoire
Unick du Francport naît le 19 avril 2008, à l'élevage de Laurent et Véronique Baillet situé au lieu-dit le Francport, sur la commune de Choisy-au-Bac dans l'Oise, en France, non loin de la ville de Compiègne. Son éleveur déclare à Grand Prix magazine avoir voulu faire naître un cheval de taille moyenne au caractère serein, d'où le choix du reproducteur Zandor Z qui a des origines Anglo-arabes. Unick présente des qualités remarquées dès sa naissance, notamment en termes de physique et de qualité de galop. Il est castré à l'âge de trois ans, le 10 août 2011. Il est débourré par la famille Dumont, des connaissances du couple d'éleveurs.
Il est d'abord entraîné au saut d'obstacles par Laure Dumont au Mont-Hubert dans l'Oise, dans l'objectif d'une commercialisation. Le jeune cheval montre de grandes qualités sportives, mais son caractère très joueur rend l'apprentissage difficile. Il commence à sortir en concours à l'âge de 5 ans, sur des épreuves amateurs jusqu'à 1,25 m et en dehors du cycle classique. 
À l'âge de 8 ans au milieu de l'année 2016, Unick est confié à Frederick Blanchart, un cavalier qui a repéré ce hongre bai au concours de Bertichères,. Ce dernier corrige les écarts de caractères du cheval, puis confie ensuite Unick à sa fille Léa Blanchart, au début de l'année 2017 ; le couple arrive en une seule saison jusqu'au niveau des épreuves internationales de saut d'obstacles à des hauteurs de 1,50 m,. Alors que de premières offres d'achat arrivent pour le hongre de huit ans, une contre-performance avec chute au CSI de Chantilly entraîne une baisse du prix d'achat. 
Le hongre est vendu au cavalier britannique John Whitaker à l'âge de dix ans, en février 2019, à la suite d'une mise en contact effectuée par le marchand de chevaux Bruno Delplace,.
Le hongre commence la compétition avec John Whitalker en mars 2019. Unick se fait connaître du grand public en juin 2021, lors du Jumping international de La Baule.

## Description

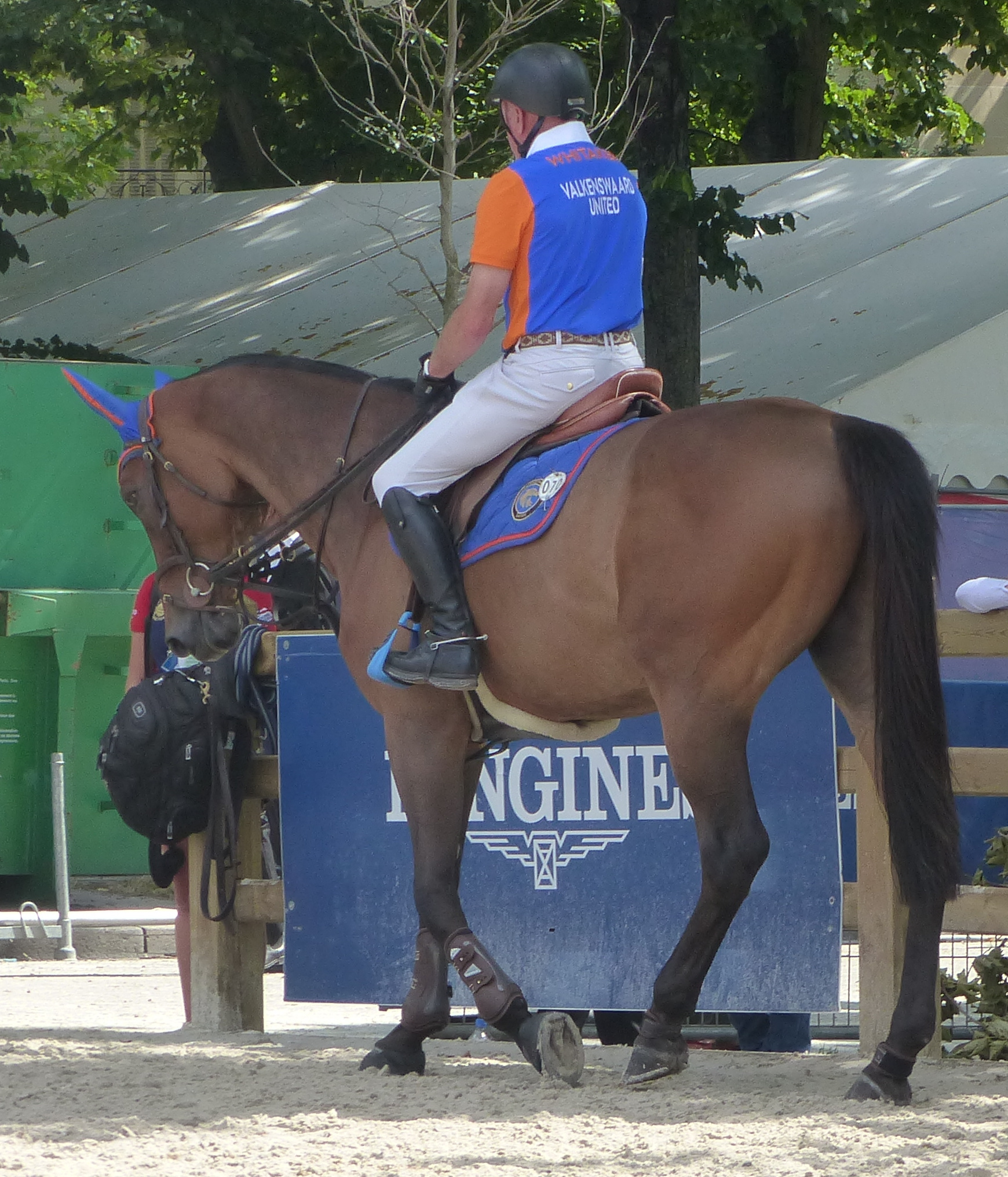
Unick du Francport et John Whitaker au Paris Eiffel Jumping de 2023.

Unick du Francport est un hongre de robe baie, inscrit au stud-book du Selle français. Il mesure 1,66 m.
Son éleveur Laurent Baillet le décrit comme un cheval très joueur et proche de l'humain. Léa Blanchard le décrit comme extrêmement sensible et en besoin d'un lien de confiance avec son cavalier. Whitaker le décrit comme un cheval brave et respectueux, mais qui peut parfois être crispé.

## Palmarès
- Avril 2018 : 2e du Grand Prix du CSI2* de Sancourt, avec Léa Blanchart[4] ;
- Juin 2018 : 8e du Championnat de France Pro 1 de Fontainebleau, avec Léa Blanchart[4] ;

Il atteint un indice de saut d'obstacles (ISO) de 180 en 2022.

## Origines
Ses origines sont franco-allemandes, puisque c'est un fils de l'étalon rhénan Zandor Z, sa mère Pêche du Heup étant une jument Selle français issue de l'étalon Hélios de la Cour II,. Cette dernière a concouru en saut d'obstacles au niveau amateur, jusqu'à des hauteurs de 1,30 m.
Unick présente 27 % d'origines génétiques Pur-sang selon l'Institut français du cheval et de l'équitation, 33,31 % selon le site web Hippomundo.
Son principal ancêtre est l'étalon Nankin.